# Micrathena plana
Micrathena plana là một loài nhện trong họ Araneidae.
Loài này thuộc chi Micrathena. Micrathena plana được Carl Ludwig Koch miêu tả năm 1836.